# Средиземноморский регион (Турция)

Средиземноморский регион на карте Турции

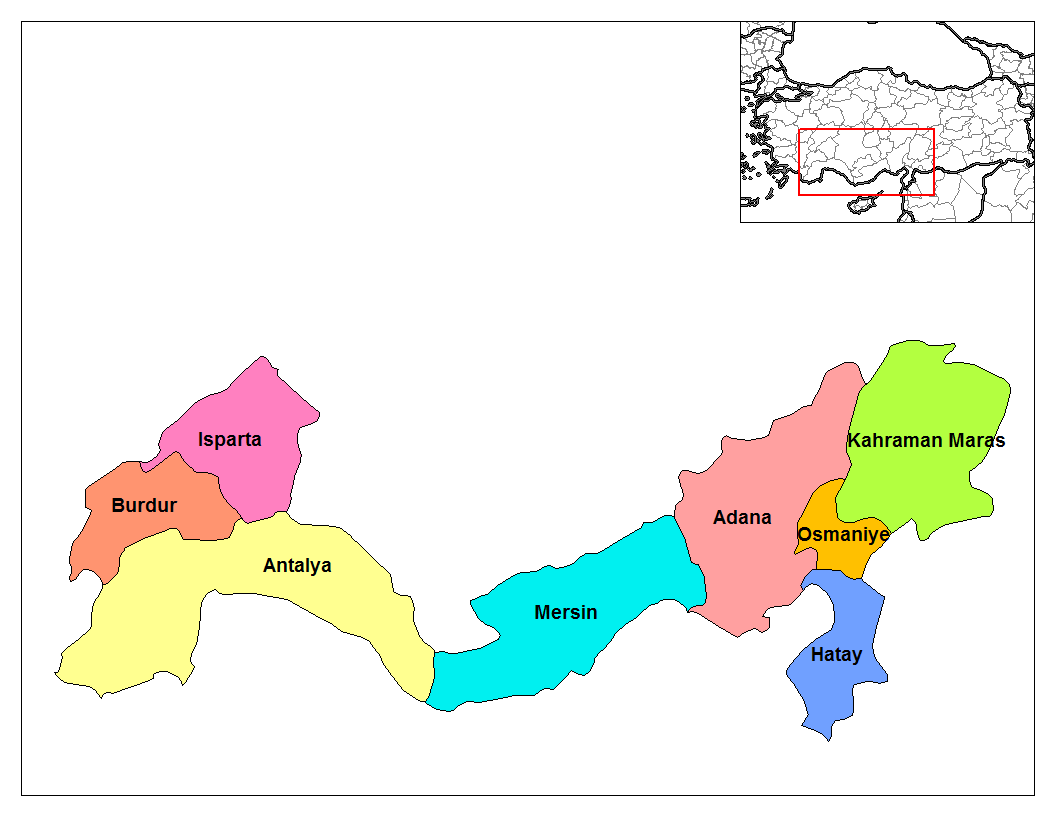
Илы региона

Средиземноморский регион (тур. Akdeniz Bölgesi) — один из 7 географических (статистических) регионов Турции. Включает 8 илов (провинций), примыкающих к Средиземноморью на юге страны.

## Состав
В регион входят следующие илы (провинции):
- Адана
- Анталья
- Бурдур
- Хатай
- Ыспарта
- Кахраманмараш
- Мерсин
- Османие

## Население
Численность населения региона по состоянию на 1 января 2014 года составляет 9766093 человека.
| Ил            | Население, чел. 31.XII. 2013 |
| ------------- | ---------------------------- |
| Адана         | 2149260                      |
| Анталья       | 2158265                      |
| Бурдур        | 257267                       |
| Хатай         | 1503066                      |
| Ыспарта       | 417774                       |
| Кахраманмараш | 1075706                      |
| Мерсин        | 1705774                      |
| Османие       | 498981                       |
| всего         | 9766093                      |